# Echo Park (film)
Echo Park è un film del 1986 diretto da Robert Dornhelm.

## Cast
Del cast fanno parte l'attore Tom Hulce, Susan Dey, Michael Bowen e Christopher Walker. Echo Park è stato l'ultimo film di Timothy Carey, conosciuto per i suoi ruoli in Orizzonti di gloria, Rapina a mano armata e L'assassinio di un allibratore cinese. Nel film compare anche, in un breve cameo, Cassandra Peterson.